# Dipelicus bovilli
Dipelicus bovilli är en skalbaggsart som beskrevs av Blackburn 1888. Dipelicus bovilli ingår i släktet Dipelicus och familjen Dynastidae. Inga underarter finns listade i Catalogue of Life.